# Lista de derivate din seria circuitului integrat Temporizatorul 555
Mai multe companii au fabricat una sau mai multe variante de circuit integrat ale temporizatoarelor, precum 555, 556 sau 558 în ultimele decenii, la fel de multe numere de piese diferite. Următoarea este o listă parțială:
| Producător                     | Nr. model fabricație | Stare producție | Procesare CI | Timer Total | Alimentare min. (Volt) | Alimentare la maxim (Volt) | Alimentare 5v Iq (μA) | Frecvență maximă (MHz) | Observații                                                            | Fișă tehnică               |
| ------------------------------ | -------------------- | --------------- | ------------ | ----------- | ---------------------- | -------------------------- | --------------------- | ---------------------- | --------------------------------------------------------------------- | -------------------------- |
| Custom Silicon Solutions (CSS) | CSS555               | Da              | CMOS         | 1           | 1.2                    | 5.5                        | 4.3                   | 1.0                    | Internal EEPROM, requires programmer (în romînă: necesită programare) | [ 1 ] [ 2 ] [ 3 ]          |
| Diodes Inc                     | ZSCT1555             | Nu              | Bipolar      | 1           | 0.9                    | 6                          | 150                   | 0.33                   | Desemnat de Camenzind                                                 | [ 4 ]                      |
| Japan Radio Company (JRC)      | NJM555               | Nu              | Bipolar      | 1           | 4.5                    | 16                         | 3000                  | 0.1*                   | Disponibil și în SIP-8                                                | [ 5 ]                      |
| Microchip                      | MIC1555              | Da              | CMOS         | 1*          | 2.7                    | 18                         | 240                   | 5.0*                   | Funcții reduse, disponibile numai în SOT23-5                          | [ 6 ]                      |
| ON                             | MC1455               | Da              | Bipolar      | 1           | 4.5                    | 16                         | 3000                  | 0.1*                   | —                                                                     | [ 7 ]                      |
| Renesas                        | ICM7555              | Da              | CMOS         | 1           | 2                      | 18                         | 40                    | 1.0                    |                                                                       | [ 8 ]                      |
| Renesas                        | ICM7556              | Da              | CMOS         | 2           | 2                      | 18                         | 80                    | 1.0                    |                                                                       | [ 8 ]                      |
| Signetics                      | NE555                | Nu              | Bipolar      | 1           | 4.5                    | 16                         | 3000                  | 0.1*                   | Primul integrat 555, DIP-8 sau TO5-8                                  | [ 9 ] [ 10 ] [ 11 ] [ 12 ] |
| Signetics                      | NE556                | Nu              | Bipolar      | 2           | 4.5                    | 16                         | 6000                  | 0.1*                   | Primul integrat 556, DIP-14                                           | [ 10 ] [ 12 ]              |
| Signetics                      | NE558                | Nu              | Bipolar      | 4*          | 4.5                    | 16                         | 4800*                 | 0.1*                   | Primul integrat 558, DIP-16                                           | [ 12 ]                     |
| STMicroelectronics (ST)        | TS555                | Da              | CMOS         | 1           | 2                      | 16                         | 110                   | 2.7                    | —                                                                     | [ 13 ]                     |
| Texas Instruments (TI)         | LM555                | Da              | Bipolar      | 1           | 4.5                    | 16                         | 3000                  | 0.1                    |                                                                       | [ 14 ]                     |
| Texas Instruments              | LM556                | Nu              | Bipolar      | 2           | 4.5                    | 16                         | 6000                  | 0.1                    |                                                                       | [ 15 ]                     |
| Texas Instruments              | LMC555               | Da              | CMOS         | 1           | 1.5                    | 15                         | 100                   | 3.0                    | Also available in DSBGA-8                                             | [ 16 ]                     |
| Texas Instruments              | NE555                | Da              | Bipolar      | 1           | 4.5                    | 16                         | 3000                  | 0.1*                   | —                                                                     | [ 17 ]                     |
| Texas Instruments              | NE556                | Da              | Bipolar      | 2           | 4.5                    | 16                         | 6000                  | 0.1*                   | —                                                                     | [ 18 ]                     |
| Texas Instruments              | TLC551               | Da              | CMOS         | 1           | 1                      | 15                         | 170                   | 1.8                    |                                                                       | [ 19 ]                     |
| Texas Instruments              | TLC552               | Da              | CMOS         | 2           | 1                      | 15                         | 340                   | 1.8                    |                                                                       | [ 20 ]                     |
| Texas Instruments              | TLC555               | Da              | CMOS         | 1           | 2                      | 15                         | 170                   | 2.1                    | —                                                                     | [ 21 ]                     |
| Texas Instruments              | TLC556               | Da              | CMOS         | 2           | 2                      | 15                         | 340                   | 2.1                    | —                                                                     | [ 22 ]                     |
| X-REL                          | XTR655               | Da              | SOI          | 1           | 2.8                    | 5.5                        | 170                   | 4.0                    | Extreme (-60°C to +230°C), ceramic DIP-8 or bare die                  | [ 23 ]                     |

Note de tabele
- Toate informațiile din tabelul de mai sus au fost extrase din referințe în coloana fișei tehnice, cu excepția cazului în care sunt indicate mai jos.

- Pentru coloana „Timer total”, un marcaj „*” indică părțile cărora le lipsesc funcții de temporizare 555.

- La coloana "Iq", a fost aleasă o tensiune de 5 volți ca tensiune comună pentru a face mai ușor compararea. Valoarea pentru Signetics NE558 este o estimare deoarece fișele tehnice despre NE558 nu indică Iq la 5V.[12] Valoarea enumerată în acest tabel a fost estimată prin compararea raportului de 5V la 15V al altor foi de date bipolare, apoi reducerea parametrului de 15V pentru partea NE558, care este notată cu „*”.

- Pentru coloana „Frecvență maximă”, un „*” indică valori care pot să nu fie limita reală de frecvență maximă a piesei. Fișa tehnică MIC1555 discută limitările de la 1 la 5 MHz.[6] Deși majoritatea temporizatoarelor bipolare nu indică frecvența maximă în fișele tehnice, toate au o limitare a frecvenței maxime de sute de kHz pe toată gama lor de temperatură. Secțiunea 8.1 a fișei tehnice despre NE555 de Texas Instruments[17] indică o valoare de 100 kHz, iar site-ul web prezintă o valoare de 100 kHz în tabelele de comparare a temporizatorului. În Nota 170 a aplicației Signetics, se afirmă că majoritatea dispozitivelor vor oscila până la 1 MHz, totuși, atunci când se ia în considerare stabilitatea temperaturii, ar trebui să fie limitată la aproximativ 500 kHz.[12] Nota de aplicare a HFO menționează că la tensiuni de alimentare mai mari disiparea maximă a puterii circuitului ar putea limita frecvența de funcționare, deoarece curentul de alimentare crește odată cu frecvența.[24]

- Pentru coloana „Producător”, următoarele asociază 555 de producători istorici de cronometre la numele curente ale companiilor.
  - Fairchild Semiconductor a fost vândută către ON Semiconductor în 2016.[25]  ON Semiconductor was founded in 1999 as a spinoff of Motorola Semiconductor Components Group.[26]  The MC1455 started as a Motorola product.
  - Intersil, vândută la Renesas Electronics în 2017.[27] ICM7555 și ICM7556 au început ca produse Intersil.
  - Micrel a fost vândută către Microchip Technology în 2015.[28]  MIC1555 a început ca un produs Micrel.
  - National Semiconductor a fost vândută către Texas Instruments in 2011.[29] LM555 și LM556 au început ca produse naționale pentru semiconductori.
  - Signetics a fost vândută către Philips Semiconductor in 1975, later to NXP Semiconductors in 2006.[30]
  - Zetex Semiconductors a fost vândută către Diodes Incorporated in 2008.[31]  ZSCT1555 a început ca un produs Zetex.

### temporizator 556 dual
Versiunea duală se numește 556. Dispune de două temporizatoare complete 555 într-un pachet cu 14 pini; numai cei doi pini de alimentare sunt împărțiți între cele două temporizatoare.  În 2020, versiunea bipolară era disponibilă ca NE556, și versiunile CMOS erau disponibile ca ICM7556 (Intersil) și TLC556 (Texas Instruments) și TLC552.

### 558 quad timer
Versiunea quad se numește 558, care are patru temporizatoare cu funcționalitate redusă într-un pachet cu 16 pini, conceput în principal pentru aplicații "multivibratoare monostabile".  Până în 2014, multe versiuni ale NE558 cu 16 pini au fost scoase din fucțiune.
Lista parțială a diferențelor dintre 558 și 555:
- Un VCC și un GND, similar cu cipul 556.
- Patru funcții "Reset" sunt legate împreună la un singur pin extern (558).
- Patru "tensiuni de control" sunt legate între ele la un singur pin extern (558).
- Patru „declanșatoare” sunt sensibile la marginea de cădere (558), în loc de sensibile la nivel (555).
- Două rezistențe în divizorul de tensiune (558), în loc de trei rezistențe (555).
- Un comparator (558), în loc de doi comparatori (555).
- Patru „ieșiri” sunt de tip colector deschis (O.C.) (IC 558), în loc de tip push-pull (P.P.) (555). Deoarece cele 558 de ieșiri sunt cu colector deschis, sunt necesare rezistențe de tracțiune pentru a „trage în sus” ieșirea la șina de tensiune pozitivă atunci când ieșirea este într-o stare ridicată. Aceasta înseamnă că starea înaltă generează doar o cantitate mică de curent prin rezistența de tracțiune.